# Michael Opitz (Fußballspieler)
Michael Opitz (* 16. Juli 1962 in Finnentrop) ist ein ehemaliger deutscher Fußballspieler.

## Karriere

### Vereine
Opitz spielte in der Jugend für die SG Finnentrop/Bamenohl, eine Sportgemeinschaft aus der Gemeinde Finnentrop im Kreis Olpe. 1976 schloss er sich der Jugendabteilung des FC Schalke 04 an und verblieb drei Jahre in dieser. 1979 rückte er in den Profikader auf und debütierte am 26. April 1980 (30. Spieltag) bei der 0:4-Niederlage im Heimspiel gegen den VfB Stuttgart in der Bundesliga. In der Folgesaison 1980/81 gelang ihm am 13. Dezember 1980 (17. Spieltag) mit dem Treffer zum 2:0 in der 60. Minute im Auswärtsspiel gegen den 1. FC Köln sein erstes Bundesligator.
Opitz blieb dem Verein – einschließlich zweier Spielzeiten in der 2. Bundesliga – bis zum 21. Mai 1988 (34. Spieltag) treu. An diesem Tag, bei der 1:4-Niederlage im Heimspiel gegen Werder Bremen, absolvierte er in der 66. Minute für Manuel Mirbach eingewechselt, sein letztes Spiel für die Schalker. Nach 158 Erstliga- (7 Tore) und 66 Zweitligaeinsätze (5 Tore) wechselte er zu den Sportfreunden Siegen, für die er als Spieler in der Saison 1988/89 in der Oberliga und 1989/90 in der Verbandsliga Westfalen aktiv war. Seit 1993 besitzt Opitz eine Spielberechtigung für die SpVg Olpe.

### Nationalmannschaft
Opitz kam zu seinem ersten Länderspiel-Einsatz in der U-16-Nationalmannschaft, die am 12. Juli 1978 in Stubbekoebing – im Rahmen des 4. Nordlandturniers in Dänemark – mit 4:1 gegen die Auswahl Islands gewann. Danach bestritt er noch vier Begegnungen, darunter auch das Turnierendspiel am 15. Juli 1978 in Nyköbing, das die U-16-Auswahlmannschaft, 3:3-Unentschieden nach 90 Minuten, mit 3:1 im Elfmeterschießen für sich entscheiden konnte. Sein letztes Länderspiel für diese Auswahlmannschaft bestritt er am 1. September 1978 in Ebingen, das mit 0:1 gegen die Vertretung aus Finnland verloren wurde. Für die U-18-Nationalmannschaft bestritt Opitz drei Länderspiele. Er kam am 23. September 1978 in Weinheim beim 2:1-Sieg gegen die Auswahl Österreichs, am 27. Februar und 2. März 1979 in Taschkent – jeweils als Einwechselspieler – beim 2:1-Sieg gegen die Auswahl der UdSSR und beim 1:0-Sieg gegen die Auswahl der CSSR zum Einsatz.
Für die U-21-Nationalmannschaft bestritt Opitz 1982 zwei Länderspiele. Sein Debüt gab er am 23. März in Schwenningen beim 1:1-Unentschieden gegen die Auswahl der Schweiz mit Einwechslung für Michael Zorc. Sein letztes Länderspiel absolvierte er am 14. April in Prag beim 1:1-Unentschieden gegen die Auswahl der Tschechoslowakei bis zur Auswechslung für Ulf Quaisser.